# Quận 7, Roma
Quận 7 Thánh Gioan - Cinecittà (tiếng Ý: Municipio VII San Giovanni - Cinecittà) là quận hành chính thứ bảy của thủ đô Roma, Ý. Quận được thành lập vào ngày 11 tháng 3 năm 2013, trên địa giới của Quận 9 vào Quận 10 cũ.